# Deeringia spicata
Deeringia spicata là loài thực vật có hoa thuộc họ Dền. Loài này được (Thouars) Schinz mô tả khoa học đầu tiên năm 1934.